# Asuel
Asuel es una antigua comuna suiza del cantón del Jura, situada en el distrito de Porrentruy. El 1 de enero de 2009 se fusionó con los municipios de Asuel, Charmoille, Fregiécourt, Miécourt y Pleujouse para formar la comuna de La Baroche.
El municipio limitaba con las comunas de Pleujouse, Fregiécourt, Cornol, Montmelon, Saint-Ursanne, Boécourt y Bourrignon.

## Enlaces externos

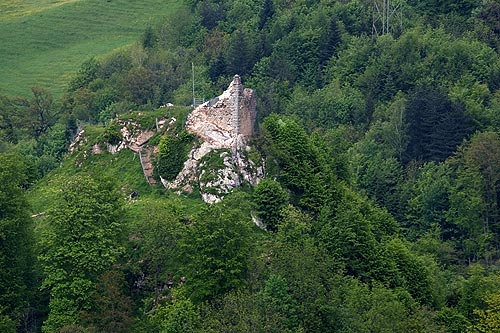
Ruinas del castillo de Asuel.